# Barra de Camaratuba

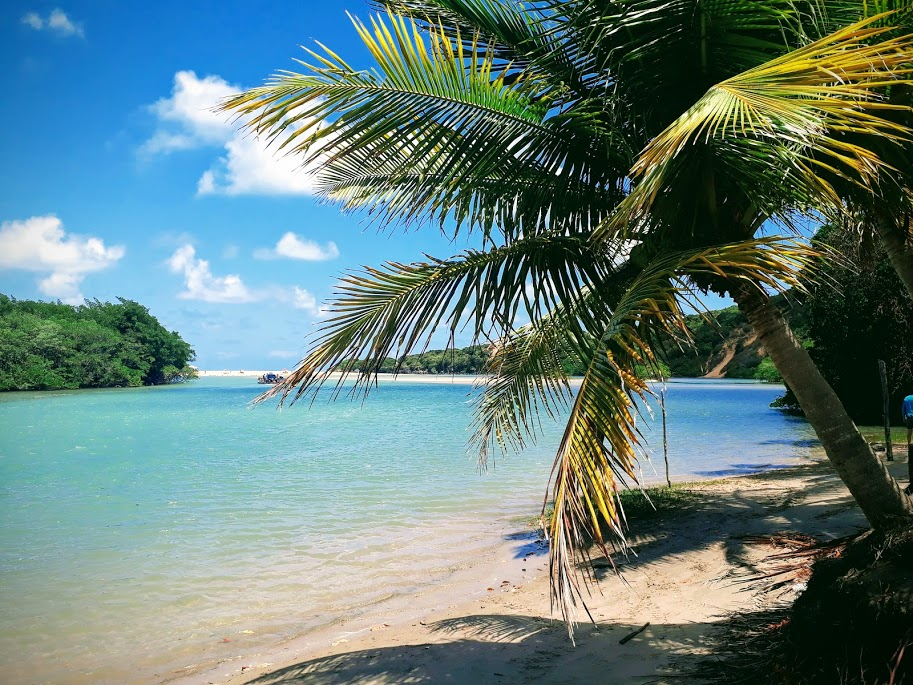
Vista da Praia da Barra de Camaratuba.

A vila de pescadores de Barra de Camaratuba é um distrito da cidade de Mataraca, Paraíba, Brasil.

## Geografia
Localiza-se precisamente na foz do Rio Camaratuba, próximo à divisa com o estado do Rio Grande do Norte e 110 quilômetros ao norte de João Pessoa, é o último povoado litorâneo da costa norte do estado. Está encravado entre dunas, resquícios de mata atlântica e manguezais, onde também foi instalado o Parque Ecológico do Caranguejo-uçá.
O distrito tem uma economia que gira em torno do turismo sazonal e da pesca. Os locais o denominam apenas de "Barra", em referência ao local onde o rio homônimo desemboca.

## Galeria

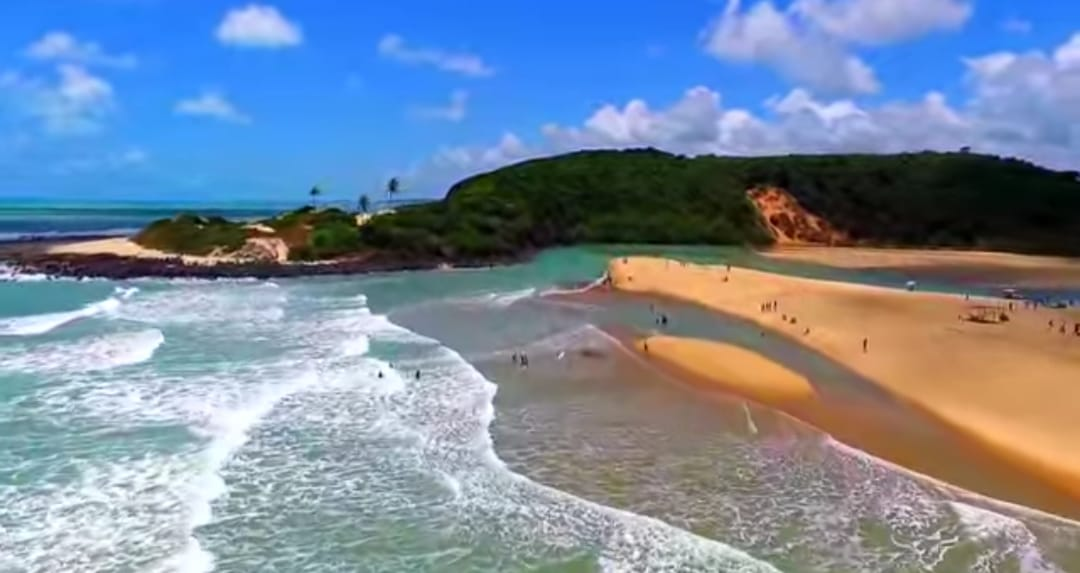
Visão da praia de Barra de Camaratuba
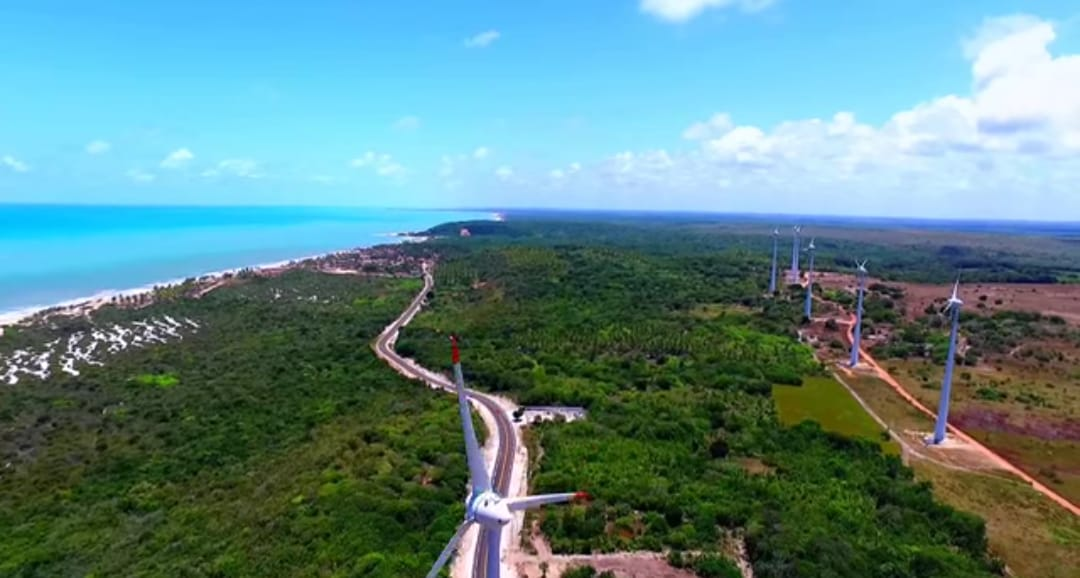
Parque Eólico de Vale dos Ventos em Mataraca.
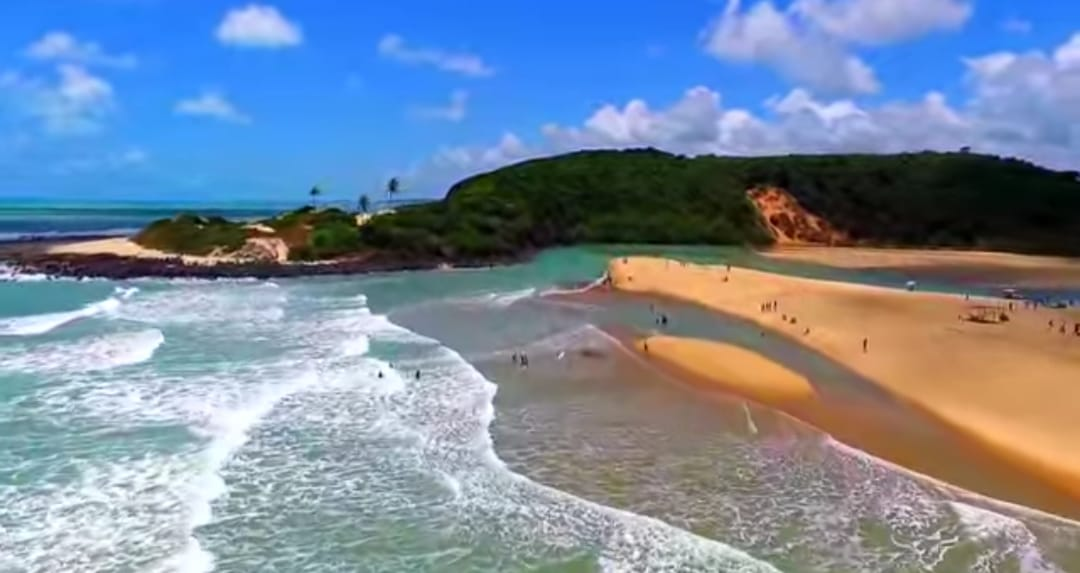
Visão panorâmica do encontro do Rio Camaratuba com o mar.

| Oceano Atlântico                           |                                          |                                                  |
| precedida por: Praia da Baleia ( Mataraca) | Praia de Barra de Camaratuba ( Mataraca) | sucedida por: Praia da Boca da Barra ( Mataraca) |